# Polaris Dawn
Polaris Dawn est une mission spatiale habitée faisant partie du programme Polaris. Elle est effectuée avec un vaisseau Crew Dragon de SpaceX. Le lancement a lieu le 10 septembre 2024, à 9 h 23 UTC.

## Équipage
L'équipage a été annoncé en février 2022 :
- commandant : Jared Isaacman (2),  États-Unis ;
- pilote : Scott Poteet (1),  États-Unis ;
- spécialiste de mission : Sarah Gillis (1),  États-Unis ;
- spécialiste de mission et Officier médical : Anna Menon (1),  États-Unis.

Le chiffre entre parenthèses indique le nombre de vols spatiaux effectués par l'astronaute, Polaris Dawn inclus.

## Déroulement de la mission
Polaris Dawn est lancée depuis le complexe de lancement LC-39A du Centre spatial Kennedy le 10 septembre 2024 à 9 h 23 UTC. La mission dure cinq jours et vole plus haut que n'importe quelle mission Dragon à ce jour, décrivant une orbite elliptique dont l'apogée atteint 1 408,1 km et le périgée 196 km — la plus haute orbite habitée terrestre jamais parcourue hors missions lunaires Apollo. L'équipage effectue une sortie extravéhiculaire (EVA pour extra-vehicular activity) de moins de deux heures sur une orbite avec un apogée de 700 km, la première menée par une organisation privée, accomplit des expériences scientifiques et teste les communications laser Starlink dans l'espace.
La sortie extravéhiculaire nécessite la dépressurisation complète de la cabine, le Crew Dragon n'ayant pas de sas de sortie. Les astronautes portent au lancement la même tenue que pour les sorties extravéhiculaires, qui est une version améliorée des tenues des missions Crew Dragon précédentes. Deux astronautes, Jared Isaacman (EV1) et Sarah Gillis (EV2), sortent dans l'espace pendant sept à huit minutes chacun, à tour de rôle, durant une EVA d'une durée totale de moins de deux heures, les deux autres restant à bord de la capsule, mais dans le vide. Ils testent à cette occasion la capacité des joints de rotation du scaphandre et les supports de mobilité du Dragon comme le Skywalker, leur attribuant des notes sur l'échelle de Cooper Harper.